# Пилсрундале
Пи́лсру́ндале (латыш. Pilsrundāle, также Ру́ндале) — крупное село в южной части Латвии, административный центр Рундальского края и Рундальской волости. Находится у региональной автодороги P103 Добеле — Бауска. Расстояние от Бауски составляет около 14 км.

## История
Первое письменное упоминание о Пилсрундале зафиксировано в 1280 году, когда великий магистр Конрад построил здесь замок. Главной достопримечательностью является Рундальский дворец, построенный Ф. Б. Растрелли в 1736—1768 годах для герцога Курляндии и Семигалии Бирона.
В советское время населённый пункт входил в состав Пилсрундальского сельсовета Бауского района. В селе располагался Саулайнский совхоз-техникум им. П. Леиня.